# Grand Prix automobile d'Italie 1993
GP précédent GP suivant
Le Grand Prix automobile d'Italie 1993 (Pioneer 64° Gran Premio d'Italia) disputé sur le circuit de Monza, en Italie, le 12 septembre 1993, est la quarante-troisième édition du Grand Prix, le 545e Grand Prix de Formule 1 couru depuis 1950 et la treizième manche du championnat 1993.

## Classement
| Pos. | No | Pilote               | Écurie                  | Tours | Temps/Abandon                      | Grille | Points |
| ---- | -- | -------------------- | ----------------------- | ----- | ---------------------------------- | ------ | ------ |
| 1    | 0  | Damon Hill           | Williams-Renault        | 53    | 1 h 17 min 07 s 509 (239,144 km/h) | 2      | 10     |
| 2    | 27 | Jean Alesi           | Ferrari                 | 53    | + 1 min 40 s 012                   | 3      | 6      |
| 3    | 7  | Michael Andretti     | McLaren-Ford            | 52    | + 1 tour                           | 9      | 4      |
| 4    | 29 | Karl Wendlinger      | Sauber-Ilmor            | 52    | + 1 tour                           | 15     | 3      |
| 5    | 6  | Riccardo Patrese     | Benetton-Ford           | 52    | + 1 tour                           | 10     | 2      |
| 6    | 20 | Érik Comas           | Larrousse-Lamborghini   | 52    | + 1 tour                           | 20     | 1      |
| 7    | 24 | Pierluigi Martini    | Minardi-Ford            | 51    | + 2 tours                          | 22     |        |
| 8    | 23 | Christian Fittipaldi | Minardi-Ford            | 51    | + 2 tours                          | 24     |        |
| 9    | 19 | Philippe Alliot      | Larrousse-Lamborghini   | 51    | + 2 tours                          | 16     |        |
| 10   | 22 | Luca Badoer          | Scuderia Italia-Ferrari | 51    | + 2 tours                          | 25     |        |
| 11   | 11 | Pedro Lamy           | Lotus-Ford              | 49    | Moteur                             | 26     |        |
| 12   | 2  | Alain Prost          | Williams-Renault        | 48    | Moteur                             | 1      |        |
| 13   | 4  | Andrea De Cesaris    | Tyrrell-Yamaha          | 47    | Pression d'huile                   | 18     |        |
| 14   | 3  | Ukyo Katayama        | Tyrrell-Yamaha          | 47    | + 6 tours                          | 17     |        |
| Abd. | 21 | Michele Alboreto     | Scuderia Italia-Ferrari | 23    | Suspension                         | 21     |        |
| Abd. | 5  | Michael Schumacher   | Benetton-Ford           | 21    | Moteur                             | 5      |        |
| Abd. | 26 | Mark Blundell        | Ligier-Renault          | 20    | Accident                           | 14     |        |
| Abd. | 28 | Gerhard Berger       | Ferrari                 | 15    | Suspension                         | 6      |        |
| Abd. | 12 | Johnny Herbert       | Lotus-Ford              | 14    | Accident                           | 7      |        |
| Abd. | 25 | Martin Brundle       | Ligier-Renault          | 8     | Collision                          | 12     |        |
| Abd. | 8  | Ayrton Senna         | McLaren-Ford            | 8     | Collision                          | 4      |        |
| Abd. | 10 | Aguri Suzuki         | Footwork-Mugen-Honda    | 0     | Collision                          | 8      |        |
| Abd. | 9  | Derek Warwick        | Footwork-Mugen-Honda    | 0     | Collision                          | 11     |        |
| Abd. | 30 | Jyrki Järvilehto     | Sauber-Ilmor            | 0     | Collision                          | 13     |        |
| Abd. | 14 | Rubens Barrichello   | Jordan-Hart             | 0     | Collision                          | 19     |        |
| Abd. | 15 | Marco Apicella       | Jordan-Hart             | 0     | Collision                          | 23     |        |

## Pole position et record du tour
- Pole position : Alain Prost en 1 min 21 s 179 (vitesse moyenne : 257,209 km/h).
- Meilleur tour en course : Damon Hill en 1 min 23 s 575 au 45e tour (vitesse moyenne : 249,835 km/h).

## Tours en tête
- Alain Prost : 48 (1-48)
- Damon Hill : 5 (49-53)

## Anecdote
Dans le dernier tour, quelques mètres avant la ligne d'arrivée, les deux Minardi s'accrochent : Pierluigi Martini termine septième, alors que Christian Fittipaldi effectue un salto arrière, qui, malgré tout, le fait arriver en huitième place.
Cet incident brouille les deux équipiers à jamais : Fittipaldi déclare : « Pour moi, entre lui (Pierluigi Martini) et une poubelle dans la rue c’est la même chose ».

## Statistiques
- 3e victoire pour Damon Hill.
- 71e victoire pour Williams en tant que constructeur.
- 51e victoire pour Renault en tant que motoriste.
- Unique Grand Prix de Marco Apicella, remplacé par Emanuele Naspetti. Pris dans un carambolage dès la première chicane, il abandonne et devient le pilote de Formule 1 à avoir parcouru la plus petite distance de l'histoire en Grand Prix (moins de 800 mètres).
- 1er Grand Prix pour Pedro Lamy qui devient le premier pilote portugais en Formule 1 depuis trois décennies.
- 13e et dernier Grand Prix pour Michael Andretti. Il sera remplacé par Mika Häkkinen dès le Grand Prix suivant, au Portugal.